# Фонд Карнеґі за міжнародний мир
Фонд Карнеґі за міжнародний мир (англ. Carnegie Endowment for International Peace — CEIP) — фонд, створений у 1910 році з ініціативи «короля металургії» Ендрю Карнеґі (англ. Andrew Carnegie) і названий на його честь, який за одне сторіччя перетворився на один із найбагатших наукових центрів («think-tank») у світі. Фонд у порядку спадкоємності очолювали колишні керівники секретних служб. Він органічно пов'язаний із багатьма транснаціональними компаніями, що дозволяє йому робити зовнішньополітичні дослідження і просувати політику «ліберальних» економік у Росії та Латинській Америці.
На початку XX століття Ендрю Карнегі вважався найбагатшою людиною у світі. В епоху промислової революції він був утіленням американської мрії. Карнегі народився 1835 року в Шотландії в сім'ї ткачів. У 1848 році він емігрував до США. Попрацювавши якийсь час кур'єром в Піттсбурзі, влаштувався у відділення Пенсильванської залізниці, де швидко отримує відповідальну посаду. У ході громадянської війни в США (1861—1865) він контролював залізничний транспорт військ Півночі. Після закінчення військових дій, він покинув відділення і збільшив свій статок, вклавши гроші в будівництво залізних мостів, що замінили дерев'яні конструкції. Пильно стежачи за технічним прогресом, він незабаром кинув це заняття для того, щоб присвятити себе виробництву сталі, ставши найбільшим металургійним магнатом у світі.
Ендрю Карнегі не був типовим промисловцем, оскільки дозволяв своїм працівникам об'єднуватися в профспілки, в той же час зобов'язуючи їх працювати в найважчих умовах. Будучи прихильником теорії соціального дарвінізму Герберта Спенсера (Herbert Spencer), Карнегі був переконаний, що більшість людей можуть здобути свій статок при наявності необхідної освіти і старанності. При цьому він вважав за необхідним надання допомоги бідним багатими. Він особисто профінансував будівництво трьох тисяч громадських бібліотек, які передав у ведення органів місцевого самоврядування. Він також заснував Технологічний інститут в Піттсбурзі, який нині називається «Університет Карнегі — Меллона» (Carnegie Mellon University). Приділяючи особливу увагу значущості міжнародного права в розв'язанні міжнаціональних конфліктів, Карнегі також профінансував будівництво Палацу миру в Гаазі, де повинен був розміститися Міжнародний Арбітражний Суд.
Бувши пов'язаним із Республіканською партією, Ендрю Карнегі в 1910 році вирішив створити Фонд міжнародного миру Карнегі (Carnegie Endowment for International Peace — CEIP). На створення фонду його підштовхнули друзі Еліу Рут (Elihu Root), що був міністром оборони при Вільямі Маккінлі (William McKinley), який був держсекретарем при Теодорі Рузвельті, і ректор Колумбійського університету Ніколас Батлер (Nicholas M. Butler). Зусилля Рута у створенні Гаазького суду поцінував Карнегі, зробивши його директором Фонду. Незабаром, а саме в 1912 році, Еліу Рут отримав Нобелівську премію миру. Однак концепцію миру, яку просував Фонд, у цьому випадку потрібно розуміти в особливому значенні. Вільям Маккінлі розв'язав війну проти Іспанії, щоб «звільнити» Кубу і Філіппіни. А Теодор Рузвельт, що отримав Нобелівську премію миру в 1906 році, приєднав Панаму і окуповував Домініканську республіку та Гондурас. І все це, зрозуміло, робилося в ім'я боротьби проти європейської колонізації.
У 1914-23 роках за допомогою Фонду була заснована Академія міжнародного права в Гаазі.
Спочатку Фонд був поділений на три департаменти:
- департамент міжнародного права і урегулювання конфліктів;
- департамент, що займався вивченням причин і наслідків війни;
- департамент співпраці і міжнародного взаєморозуміння.

Зусилля Фонду, однак, не змогли загальмувати розвиток подій, які передували Першій світовій війні. Ендрю Карнегі доручив ректору Колумбійського університету, політику-республіканцеві Ніколасу Батлеру створення європейського відділення Фонду з штаб-квартирою в Парижі. У 1919 році Карнегі помер, встигши продати перед своєю смертю свої сталеплавильні заводи банкіру Моргану (J. P. Morgan). У 1925 році генеральним директором Фонду замість Рута став Батлер. Фонд Карнегі виступив за підписання Пакту Бріана-Келлога по забороні війни, і Батлер також отримав Нобелівську премію миру в 1931 році.
У 1919 році Еліху Рут Створив Раду з міжнародних відносин (Council on Foreign Relations — CFR), основним спонсором якого став Фонд Карнегі. [джерело?]
У 1946 році Батлер поступається своїм постом президенту Національної ради Церков, а також послу в ООН і майбутньому держсекретареві США Джону Фостеру Даллесу (John Foster Dulles), в той час як колишній керівник OSS (Operations Support Systems) і майбутній керівник ЦРУ Ален Даллес (Allen Dulles) стає президентом Ради з міжнародних відносин. Діяльність двох братів активно підтримується Фондом Рокфеллера, президентом якого в 1948 році стає Джон Фостер.
На початку 1970-х колишній директор служби розвідки держдепартаменту Томас Хьджес (Thomas L. Hugues) стає президентом «Carnegie Endowment for International Peace» (CEIP), а колишній агент OSS і колишній керівник спільних програм Фонду Форда і ЦРУ Мілтон Кац (Milton Katz) і колишній заступник генерального прокурора Джон Дуглас (John W. Douglas) стають директорами Фонду.
Фонд Карнегі припиняє випуск впливового правого журналу International Conciliation і купує журнал Foreign Policy, створений Семюелем Хантінгтоном. Штаб-квартира переводиться з Нью-Йорка в Вашингтон. У 1971 році Фонд засновує Асоціацію по контролю над озброєннями (Arms Control Association), в 1972 році Фонд Маршалла «Німеччини-США» (German Marshall Fund of the United States), трансатлантичний аналітичний центр, що субсидується ФРН, в 1981 році — Інститут міжнародної економіки (Institute for International Economics), що займається дослідженнями позитивного впливу глобалізації.
У 1991 році після розпаду Радянського Союзу колишній директор служби розвідки держдепартаменту Мортон Абрамович (Morton I. Abramowitz) вибраний президентом Фонду Карнегі. Він призначає колишнього агента Розвідувального управління Військово-морських сил Роберта Карсвелла (Robert Carswell), який був головним посередником в переговорах в ході операції по звільненню полонених в Ірані, на посаду директора.
У 1993 році Фонд Карнегі відкрив своє відділення в Москві, що виконувало функцію консультанта при президентові Єльцину в процесі приватизації економіки колишнього Радянського Союзу при посередництві таких політичних діячів, як Єгор Гайдар. Фонд тоді був звинувачений в тому, що зіграв роль Троянського коня ЦРУ.
Фонд Карнегі також створив «Групу 50», яка об'єднує керівників 50 транснаціональних компаній, діючих у Латинській Америці. Цей клуб консультує різні уряди і просуває проект по створенню «Зони вільної торгівлі обох Америк» . Групу очолює колишній міністр Торгівлі і Промисловості Венесуели Мойзес Наїм, також що є керівником журналу Foreign Policy.
У 1997 році на пост президента Фонду обирається колишній керівник Бюро глобальних проблем при Раді національної безпеки Джессика Меттьюз (Jessica Т. Matthews). Незабаром вона призначає члена організації «Skull&Bones» і близького друга сім'ї Буша, майбутнього президента Комісії з операцій на біржі (SEC) Вільяма Дональдсона (William Н. Donaldson) директором Фонду. Ця нова команда намагалася перетворити Foreign Policy в журнал для широкої публіки і намагається впровадити також у Китай своє відділення. У цих цілях вона зав'язла контакти з Інститутом стратегічних досліджень Партійної школи в Пекіні і з Академією соціальних наук у Шанхаї.
Фонд Карнегі нині є однією з найбагатших недержавних організацій у США. До складу Фонду входить 150 дослідників, він видає численні звіти. Крім англійської версії журналу Foreign Policy існує ще шість, що виходять арабською, іспанською, грецькою, італійською, португальською, турецькою мовами. Загальний тираж становить 170 тисяч примірників. Фонд Карнегі єдиний американський «think-tank», що спеціалізується на зовнішній політиці і в той же час призначений для світової громадськості.

## Організаційна історія

### Створення
Ендрю Карнегі, як і інші провідні інтернаціоналісти свого часу, вважав, що війна може бути усунена сильними міжнародними законами та організаціями. «Я більше схиляюсь до цієї думки, ніж до будь-якої іншої», — писав він в 1907 р. Одним з найбільших зобов'язань Карнегі в цій галузі стало його створення Фонду Карнегі за Міжнародний Мир.
На своєму сімдесят п'ятому день народження, 25 листопада 1910 року, Ендрю Карнегі оголосив про створення Фонду з подарунком перших іпотечних облігацій на суму 10 мільйонів доларів, сплативши 5 % ставки. Відсотковий дохід, отриманий від цих облігацій, повинен був бути використаний для фінансування нового аналітичного центру, присвяченого просуванню причин світового миру. У своєму подарунку, поданому у Вашингтоні 14 грудня 1910 р., Карнегі звинуватив піклувальників у використанні фонду, щоб «прискорити скасування міжнародної війни, найгіршої плями на нашу цивілізацію», і він дав своїм довірчим особам «найширший розсуд щодо заходи та політика, які вони час від часу вживають» у здійсненні мети фонду.
Карнегі вибрав радника Елігу Роу, сенатора з Нью-Йорка, колишнього міністра війни та держави, щоб бути першим президентом Фонду. Нагороджений Нобелівською премією миру 1912 року. Корінний пост служив до 1925 року. Засновниками піклувальників стали президент Гарвардського університету Чарльз Вільям Еліот, благодійник Роберт С. Брукінгс, колишній посол США у Великій Британії Джозеф Ходжес Чоат, колишній державний секретар Джон У. Фостер та Карнегі Фонд сприяння викладання президента Генрі Сміт Притчетт.

### Перші п'ятдесят років: 1910—1960
На початку участі Америки в Першій світовій війні 1917 р. Довірчі особи Фонду Карнегі одностайно заявили: «Найефективнішим засобом просування міцного міжнародного миру є переслідування війни проти імперського уряду Німеччини до остаточної перемоги демократії». У грудні 1918 р. Секретар Фонду Карнегі Джеймс Браун Скотт та четверо інших, включаючи Джеймса Т. Шотвелла, вирушили з президентом Вудро Вілсоном з СБУ Джорджа Вашингтона, щоб приєднатися до мирних переговорів у Франції.
Карнегі часто згадують за те, що він створив бібліотеки Карнеґі, які були основним шляхом до здобуття його багатства. Бібліотеки, як правило, фінансуються не Фондом, а іншою компанією Carnegie Trust, що працює переважно в англомовному світі. Проте після Першої світової війни Фонд побудував бібліотеки в Бельгії, Франції та Сербії в трьох містах, які були сильно зруйновані під час війни.
14 липня 1923 року Гаазька академія міжнародного права, ініціатива Фонду, була офіційно відкрита в Палаці миру в Гаазі. Палац «Мир» був побудований Фондом Карнегі (Нідерланди) у 1913 році для розміщення Постійного третейського суду та бібліотеки міжнародного права.
У 1925 році Ніколас Мюррей Батлер перейшов на посаду президента фонду Елігу Корне. За свою роботу, включаючи його участь у пакті Келлогга-Бріана, Батлер отримав Нобелівську премію миру 1931 року.
У листопаді 1944 року Фонд Карнегі опублікував Рафаель Лемкін «Осіне правило» в окупованій Європі: закони окупації, аналіз урядових пропозицій щодо відшкодування шкоди. Робота була першою, яка називає слово «геноцид» глобальним лексиконом. У квітні 1945 Джеймс Т. Шотвелл, директор Департаменту економіки та історії Фонду Карнегі, був головою семіофіційних консультантів делегації США на конференції в Сан-Франциско для розробки Статуту Організації Об'єднаних Націй. Як голова, Шотовель висунувся за поправку про створення постійної Комісії Організації Об'єднаних Націй з прав людини, яка існує і донині.
У грудні 1945 року Батлер пішов у відставку через двадцять років як президент і голова ради піклувальників. Батлер був останнім живим членом оригінальної дошки, обраної Ендрю Карнегі в 1910 році. Джон Фостер Даллес був обраний на посаду голови Ради піклувальників Батлера, де він служив до того, як член правління Дуайт Д. Ейзенхауер був обраний президентом США у 1952 році і призначив Державного секретаря Даллеса.
У 1946 році Альгер Хісс змінив Батлера в якості президента Фонду, але пішов у відставку в 1949 році після того, як був засуджений як комуніст і шпигун від Whittaker Chambers і 15 грудня 1948 року, звинувачуваний Міністерством юстиції Сполучених Штатів на двох підрахунках лжесвідчення. Тимчасово Гіс змінив Джеймса Т. Шотвелла.
У 1947 році штаб Карденійського фонду був переведений ближче до Організації Об'єднаних Націй в Нью-Йорку, а в Вашингтонському офісі в будинку Пітера Паркера (700 Jackson Pl., NW) став дочірньою філією.
У 1949 році Вашингтонська філія була закрита.
У 1950 році Опікунська рада призначила Джозефа Е. Джонсона, історика та колишнього державного департаменту, щоб взяти владу.

### Роки «холодної війни»: 1960—1990 роки
У 1963 році Фонд Карнегі відновив свою програму міжнародного права з метою вирішення ряду нових міжнародних питань: зростання значимості та впливу міжнародних організацій; технологічна революція, яка сприяла виробництву нової військової зброї; поширення комунізму; сплеск нових незалежних держав; і проблеми нових форм економічної діяльності, включаючи глобальні корпорації та міжурядові асоціації. В результаті програми в Нью-Йорку була створена Дослідницька група з Організації Об'єднаних Націй та Міжнародна дослідницька група Організації в Європейському центрі в Женеві. У 1970 році Томас Л. Хьюз став шостою президентом Фонду Карнегі. Хьюс перемістив штаб-квартиру Фонду з Нью-Йорка до Вашингтона, штат Денверсіга, і закрив Європейський центр Фонду в Женеві.
Фонд Карнегі отримав повне право власності на журнал Foreign Policy навесні 1978 р. Фонд видавав газету «Зовнішня політика» протягом 30 років, перемістивши її з квартального академічного журналу до двомісячного глянцевого матеріалу, який охоплював зв'язок глобалізації та міжнародної політики. Журнал був проданий The Washington Post у 2008 році.
У 1981 році асистент Фонду Карнегі Фред Бергстен став співзасновником Інституту міжнародної економіки — сьогодні відомий як Інститут міжнародної економіки Петерсона.
Посилаючись на зростаючу небезпеку гонки ядерних озброєнь між Індією та Пакистаном, Томас Л. Хьюз утворив цільову групу з питань нерозповсюдження та безпеки Південної Азії, що складається з вісімнадцяти членів, запропонувати методи зниження зростаючої ядерної напруженості на субконтиненті. У 1989 році два колишніх колеги Карнегі, Баррі Блехман та Майкл Крепон, заснували Центр Генрі Л. Стімсона.

### Після «холодної війни»: 1990—2000
У 1991 році Мортон Абрамович був проголошений сьомим президентом Фонду. Абрамович, раніше чиновник Державного департаменту, зосередив увагу Фонду на Росії в пострадянську епоху. У цьому дусі Фонд Карнегі відкрив Московський Центр Карнегі у 1994 році як будинок російських дослідників-коментаторів.
Джессіка Мет'юс в травні 1997 року приєднався до Фонду Карнегі як його восьмого президента. Під її керівництвом Карнегі мав стати першим багатонаціональним / глобальним аналітичним центром.
У 2000 році Джесіка Метхес оголосила про створення Інституту міграційної політики (MPI) на чолі з Деметріосом Папдеметріу, який став першим автономним аналітичним центром, що займається міжнародною міграцією.

### Глобальний аналітичний центр: 2000р.— сьогодення
Як вперше виклав у «Global Vision» у 2007 році, Фонд Карнегі прагнув стати першим глобальним аналітичним центром. Джессіка Метхейс заявила, що її метою було зробити Карнегі місцем, що приносить те, що думає світ, про те, що думають про політику США, і поширювати це мислення на глобальну аудиторію. Під час перебування на посаді президента Матюя Фонд Карнегі запустив Центр Близького Сходу в Карнегі в Бейруті (2006 рік), Карнегі Європа в Брюсселі (2007 рік) та Центр Карнегі-Цінхуа при Університеті Цінхуа в Пекіні (2010 рік). Крім того, в партнерстві з Казахським національним університетом імені Аль-Фарабі наприкінці 2011 року Карнегі створив Програму Аль-Фарабі Карнегі з Центральної Азії в Казахстані.
У лютому 2015 року Джессіка Т. Метхейс пішов у відставку в якості президента Фонду Карнегі за міжнародний мир після 18 років. Віллім Дж. Бернс, колишній заступник державного секретаря США, став дев'ятим президентом Карнегі.
У квітні 2016 року в Нью-Делі відкрився шостий міжнародний центр Карнегі Індія.
14 квітня 2023 року Мін'юст РФ вніс організацію до реєстру іноземних агентів, а 18 липня 2024 року — до переліку «небажаних організацій».

## Корисні посилання
- Carnegie Endowment for International Peace
- Carnegie Moscow Center
- Foreign Policy Magazine
- Hong Kong Journal
- Globalization101.org
- Central Asian Voices